# 박병로
박병로(1962년 7월 21일~)는 대한민국의 알파인 스키 선수로, 1984년 동계 올림픽에 참가했다.